# Labidostomis tridentata
Labidostomis tridentata, gelegentlich auch Birken-Eckhalslangbeinblattkäfer genannt, ist ein Käfer aus der Familie der Blattkäfer und der Unterfamilie Cryptocephalinae. Der in Mitteleuropa seltene Käfer zeigt einen deutlichen Sexualdimorphismus (Abb. 1 und 2). Er ähnelt dem häufigen Ameisen-Sackkäfer.
Die Art wird in der Roten Liste gefährdeter Arten Deutschlands und in Schleswig-Holstein unter der Kategorie 3 (gefährdet) geführt. In Nordrhein-Westfalen gilt er als „stark gefährdet“.

## Bemerkungen zum Namen und der Systematik
Die Art wurde 1758 von  Linné unter dem Namen Chrysomela tridentata als 49. Art der 176. Gattung erstmals beschrieben. Die Beschreibung besteht aus sechs Wörtern: Chrysomela cylindrica, thorace caerulea, elytris testaceis  (lat. eine walzenförmige Chrysomela,  Körper blau, Flügeldecken ziegelfarben). Linné gibt also keinen Hinweis darauf, weshalb er die Art „tridentata“ (lat.  dreizähnig)  nennt. Fabricius führt die Art als Cryprocephalus tridentatus, Olivier als Clytra tridentata. Heute wird die Art der Gattung Labidostomis zugeordnet.  Der Gattungsname ist von altgr. λαβής labís, labídos, Zange und στόμα stóma, Mund abgeleitet. Reitter erwähnt die bisherige Einteilung der Gattungen nach der Form des Vorderrandes des Kopfschildes. Bei Labidostomis sind die Seitenecken des Kopfschildes eckig vorragend. Dies erklärt vermutlich den Gattungsnamen. Bei Labidostomis tridentata befindet sich zwischen den beiden Seitenecken des Kopfschilds noch ein Zahn. Dies erklärt möglicherweise den Artnamen tridentata.
In Europa ist die Gattung Labidostomis mit drei Untergattungen und 32 Arten vertreten. Weltweit werden etwa vierzig Arten unterschieden.

## Merkmale des Käfers
Der Körper ist zylindrisch und vorn und hinten abgestutzt. Er erreicht eine Länge von 6,5 bis 8,5 Millimeter. Der Geschlechtsdimorphismus ist stark ausgeprägt. Kopf und Halsschild sind metallisch grün oder blau, die Flügeldecken gelbbraun.
Der Kopf zeigt senkrecht zur Körperachse nach unten. Die Vorderecken des Kopfschildes sind besonders beim Männchen zahnartig vorgezogen. Die Oberlippe ist rechteckig (Abb. 4, Nr. 1) und braunschwarz, nur der Vorderrand rötlich. Die Mandibeln enden in zwei Zähnen (Abb. 4, Nr. 2). Die elfgliedrigen Fühler (Abb. 4, Nr. 6) sind kurz und relativ dünn. Das vierte Glied ist breiter, aber nur unmerklich länger als das dritte. Erst ab dem fünften Glied sind die Fühler gesägt. Die ersten Fühlerglieder sind gelb, der gesägte Teil der Fühler ist blau.
Der Halsschild ist fast doppelt so breit wie lang. Die Hinterecken des Halsschilds sind aufgeworfen und liegen dort über der Ebene der Flügeldecken (Abb. 1). Die Punktierung des Halsschildes ist deutlich, aber uneinheitlich dicht.
Die Flügeldecken sind einfarbig gelbbraun und besitzen keinen Schulterfleck. Sie sind zusammen nur wenig breiter als der Halsschild.
Die Vorderhüften stehen eng beieinander. Beim Männchen sind Vorderhüften und die anderen Teile der Vorderbeine stark verlängert und die Vorderschienen stark aufgebogen (Abb. 2). Die Beine (Abb. 4, Nr. 5) enden in Tarsen, die scheinbar aus vier Gliedern bestehen, da das sehr kleine vierte Tarsenglied am Grund des dritten Tarsengliedes verborgen ist.
| Abb. 1: Vorderansicht Weibchen Abb. 2: Vorderansicht Männchen | Abb. 3: Aufsicht Abb. 4: Derivat von Tafel 582 von John Curtis: British Entomology, 1: Oberlippe, 2: Oberkiefer, 3: Unterkiefer mit Kiefertaster, 4: Unterlippe mit Lippentaster, 5: Vorderbein, 6: Fühler, L: Larve |

## Biologie
Die adulten Tiere werden von Mai bis August in warmen und trockenen Lagen gefunden, beispielsweise an Waldrändern und auf Gebüsch, an trockenen Fluss- und Bachauen oder in Sandgruben. Als Fraßpflanzen werden Hasel-, Birke- und Weidenarten sowie Spiersträucher angegeben.
Das Weibchen legt Bündel von fünf bis fünfundzwanzig weiße Eier auf Birkenblätter ab. Dabei wird jedes Ei mit einer Hülle aus Exkrementen umgeben, die das Weibchen mit den Hintertarsen um  das Ei verteilt. Die Eier eines Bündels sind durch dünne Exkrementfäden miteinander verbunden.
Die Larven (Abb. 4, L) leben in einem birnenförmigen, behaarten Sack, der an der schmalen Seite geöffnet ist. Die Beine sind gut ausgebildet.

## Verbreitung
Die Art ist in nahezu ganz Europa und darüber hinaus verbreitet. Im Süden liegen außer aus Griechenland Meldungen aus allen Mittelmeerländern vor, nach Norden erreicht das Verbreitungsareal in Skandinavien den Polarkreis. Im Westen fehlen lediglich aus Portugal und Irland Angaben, im Osten reicht das Verbreitungsgebiet über Sibirien bis in die Mongolei und Nordchina. In Mitteleuropa ist die Art jedoch selten, vielerorts liegen die letzten Meldungen Jahre zurück.